# クレルモン＝フェラン
クレルモン＝フェラン（Clermont-Ferrand）は、フランスの中央高地に位置する都市の一つ。オーヴェルニュ＝ローヌ＝アルプ地域圏、ピュイ＝ド＝ドーム県の県庁所在地である。

## 概要
人口は2021年現在で約15万人、面積は42.67km2。クレルモン＝フェラン都市圏の人口は約27万人である。クレルモン＝フェランを取り囲む火山のうち、街から13km離れた最高峰ピュイ・ド・ドーム（標高1,464m）の山頂には、通信中継用アンテナが設置されている。
フランスの中でも最も古くからある街のひとつであるが、現在のクレルモン＝フェラン市はクレルモン市（Clermont）とモンフェラン市（Montferrand）の両市の合併によって発足した。クレルモンは1095年にローマ教皇ウルバヌス2世が教会会議を開き、エルサレムへの巡礼の保護を名目として聖地遠征軍（第1回十字軍）の結成を呼びかけた場所として、また17世紀の科学者ブレーズ・パスカルの出身地としても著名である。近郊には、シャレード・サーキットと呼ばれるサーキットがあり、F1フランスGPが4度開催された。フランスの最も美しい村事務局が置かれている。

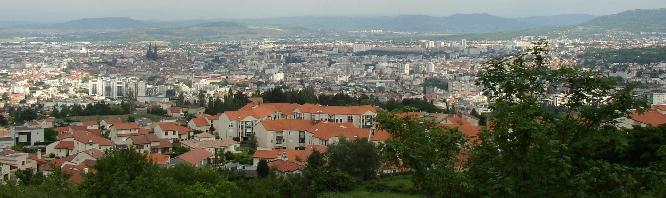
ラ・ピエール・カレーから眺めたクレルモン＝フェラン。左手に2つの塔をもつ大聖堂。

## 地理
クレルモン＝フェランの西側は、シェーヌ・デ・ピュイ（fr、ヨーロッパ最大級の休火山群。有名なピュイ・ド・ドームもこの中にある）という火山帯に含まれた、火山性の玄武岩でできた台地（平均標高900m）となっている。市街の北側は、アリエ川が流れる肥沃なリマニュの平野となっており、フランス第2の穀倉地帯である。
クレルモン＝フェランは、フランス南北を結ぶパリ-ベジエ間高速道路（オートルート A71およびオートルート A75）、東西を横切るリヨン-ティエール-ユセル-ブリーヴ＝ラ＝ガイヤルド-ペリグー-ボルドーを結ぶ高速道路（オートルート A89）の十字路である。
クレルモン＝フェランの多くはかつての火山性の圏谷の中心にある。都市は実際に、古代の火山がマグマ水蒸気爆発を起こした中心に構築されており、ジョード広場のマール・ド・ジョード（fr）はおよそ156,000年前にできた噴火口である。この古代の火山の噴火口は、おそらくシェーヌ・デ・ピュイの最古の部分で、直径およそ1.5km、ティルテーヌ川から生まれた火山湖が沖積されている。
クレルモン＝フェランはプラトー・サントラルと呼ばれる火山性の丘を中心に発展し、そこには歴史的地区と大聖堂が構築された。市西側の別の丘、そしてモンジュゼの丘は、古いブドウ畑が広がり、その境界線は古い侵食されたクレーターの名残である。

### 交通

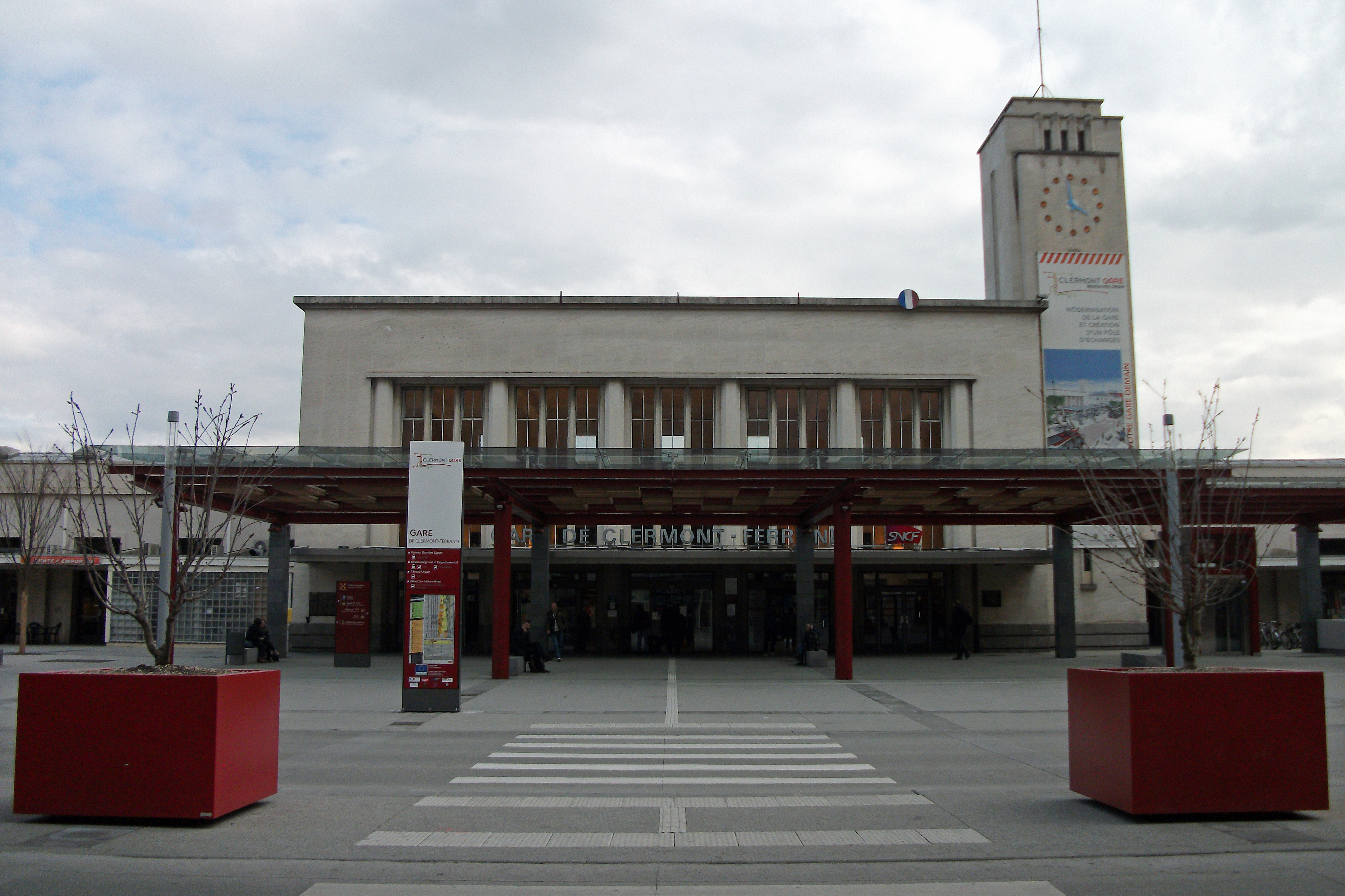
クレルモン＝フェラン駅

クレルモン＝フェランには4方向へ向かう主要高速道が通じている。
- 北 - オートルート A71、パリ方面（所要時間約4時間）
- 南 - オートルート A75、ベジエ方面（所要時間約3時間）
- 東 - オートルート A89、リヨン方面約2時間、サンテティエンヌへは約1時間30分
- 西 - オートルート A89、ボルドー方面約4時間

鉄道駅は4か所ある。クレルモン＝フェラン駅はオーヴェルニュの鉄道交通の神経ともいえる駅で、他の3つは小規模である。クレルモン・ラ・パルデュー駅はTERオーヴェルニュ路線が乗り入れており、オーヴェルニュ南部とクレルモン、クレルモン＝フェラン・トラムA線とを結んでいる。クレルモン・ラ・ロトンド駅は、オーヴェルニュ大学とブレーズ・パスカル大学の最寄り駅である。オルナ・エアロポール駅はTERオーヴェルニュと空港とを結んでいる。
クレルモン＝フェラン国際空港は、都市圏の東部にあたるオルナというコミューンに位置する。空港は3,015mの長さの滑走路を持つ。空港は2006年までクレルモン＝フェラン/イソワール商工会議所が管理していたが、現在はケオリス/ヴィンシ・コンソーシアムが管理している。定期便はオルリー空港、シャルル・ド・ゴール空港、リヨン・サン＝テグジュペリ空港、アムステルダム・スキポール空港とある。季節運航便として、エール・フランス傘下のレジオナル社がバスティア・ポレッタ空港、アジャクシオ・ナポレオン・ボナパルト空港との区間を運航している。

### 気候
クレルモン＝フェランは、シェーヌ・デ・ピュイの東側にあるために、半大陸性気候の典型として、フランス・メトロポリテーヌの中でも年間最高気温を記録する土地である。夏は暑く（最高気温39℃を記録）激しい雷雨が特徴で、冬は寒く乾燥する。市は植物耐寒ゾーンの8aに相当する。クレルモン＝フェランのモンジュゼの丘には地中海公園がつくられ、そこでは中国原産のヤシノキや、プロヴァンスのイトスギCupressus sempervirensが植えられている。
クレルモン＝フェランは晴天に恵まれるコミューンである。年間平均日照時間は1,913時間である。シェーヌ・デ・ピュイのおかげで雨蔭の状態となり、非常に乾燥したコミューンである。
| クレルモン＝フェラン (1981年-2010年)の気候 | クレルモン＝フェラン (1981年-2010年)の気候 | クレルモン＝フェラン (1981年-2010年)の気候 | クレルモン＝フェラン (1981年-2010年)の気候 | クレルモン＝フェラン (1981年-2010年)の気候 | クレルモン＝フェラン (1981年-2010年)の気候 | クレルモン＝フェラン (1981年-2010年)の気候 | クレルモン＝フェラン (1981年-2010年)の気候 | クレルモン＝フェラン (1981年-2010年)の気候 | クレルモン＝フェラン (1981年-2010年)の気候 | クレルモン＝フェラン (1981年-2010年)の気候 | クレルモン＝フェラン (1981年-2010年)の気候 | クレルモン＝フェラン (1981年-2010年)の気候 | クレルモン＝フェラン (1981年-2010年)の気候 |
| 月                                         | 1月                                        | 2月                                        | 3月                                        | 4月                                        | 5月                                        | 6月                                        | 7月                                        | 8月                                        | 9月                                        | 10月                                       | 11月                                       | 12月                                       | 年                                         |
| ------------------------------------------ | ------------------------------------------ | ------------------------------------------ | ------------------------------------------ | ------------------------------------------ | ------------------------------------------ | ------------------------------------------ | ------------------------------------------ | ------------------------------------------ | ------------------------------------------ | ------------------------------------------ | ------------------------------------------ | ------------------------------------------ | ------------------------------------------ |
| 最高気温記録 °C （°F）                     | 22.1 (71.8)                                | 25.9 (78.6)                                | 26.6 (79.9)                                | 31.3 (88.3)                                | 33 (91)                                    | 37.4 (99.3)                                | 40.7 (105.3)                               | 39.6 (103.3)                               | 36.8 (98.2)                                | 29.7 (85.5)                                | 24.1 (75.4)                                | 21.9 (71.4)                                | 40.7 (105.3)                               |
| 平均最高気温 °C （°F）                     | 7.6 (45.7)                                 | 9.2 (48.6)                                 | 13.1 (55.6)                                | 15.7 (60.3)                                | 19.9 (67.8)                                | 23.4 (74.1)                                | 26.5 (79.7)                                | 26.1 (79)                                  | 22.3 (72.1)                                | 17.6 (63.7)                                | 11.3 (52.3)                                | 8.0 (46.4)                                 | 16.73 (62.11)                              |
| 平均最低気温 °C （°F）                     | −0.1 (31.8)                                | 0.3 (32.5)                                 | 2.7 (36.9)                                 | 4.7 (40.5)                                 | 8.7 (47.7)                                 | 11.9 (53.4)                                | 14 (57)                                    | 13.7 (56.7)                                | 10.6 (51.1)                                | 7.9 (46.2)                                 | 3.3 (37.9)                                 | 0.8 (33.4)                                 | 6.54 (43.76)                               |
| 最低気温記録 °C （°F）                     | −23.1 (−9.6)                               | −29 (−20)                                  | −21.3 (−6.3)                               | −7.1 (19.2)                                | −4.2 (24.4)                                | 1 (34)                                     | 3.8 (38.8)                                 | 2.4 (36.3)                                 | −3 (27)                                    | −9.2 (15.4)                                | −11.8 (10.8)                               | −25.8 (−14.4)                              | −29 (−20)                                  |
| 降水量 mm （inch）                         | 26.7 (1.051)                               | 21.8 (0.858)                               | 25.8 (1.016)                               | 53.4 (2.102)                               | 76.8 (3.024)                               | 72.9 (2.87)                                | 54.9 (2.161)                               | 61.9 (2.437)                               | 65.6 (2.583)                               | 49 (1.93)                                  | 39.5 (1.555)                               | 30.6 (1.205)                               | 578.9 (22.792)                             |
| 平均降水日数                               | 6                                          | 6                                          | 6                                          | 9                                          | 12                                         | 9                                          | 7                                          | 8                                          | 7                                          | 8                                          | 7                                          | 6                                          | 91                                         |
| 平均月間日照時間                           | 88.9                                       | 108.4                                      | 161.4                                      | 173.5                                      | 197.9                                      | 225.2                                      | 249.2                                      | 234.8                                      | 185.4                                      | 135.1                                      | 84                                         | 69.2                                       | 1,913                                      |
| 出典1：世界気象機関 (UN)                   |                                            |                                            |                                            |                                            |                                            |                                            |                                            |                                            |                                            |                                            |                                            |                                            |                                            |
| 出典2：フランス気象局                      |                                            |                                            |                                            |                                            |                                            |                                            |                                            |                                            |                                            |                                            |                                            |                                            |                                            |

## 歴史

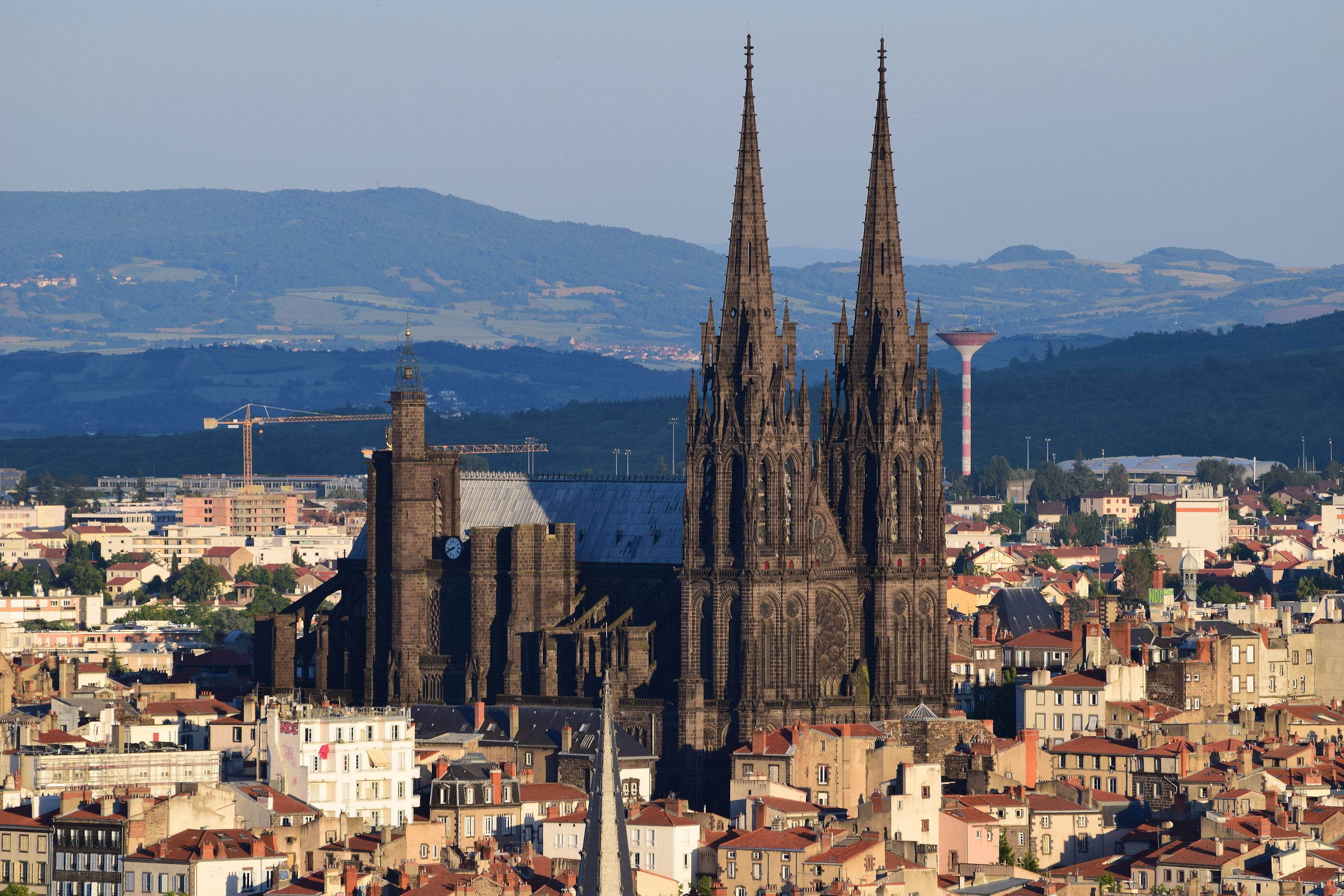
大聖堂ノートル＝ダム＝ド＝ラソンプション（被昇天聖母大聖堂）、大聖堂は付近の火山から切り出された石のため、街並と違って黒い色調になっている

古代、この地方はウェルキンゲトリクスを出したアルウェルニ族が居住しており、現在のクレルモン＝フェラン付近も既に紀元前より街が築かれていた。古代ローマ期・ギリシアの歴史家ストラボンは、ガリア語で「聖なる森」を意味するネメッソス (Nemessos) の名でこの場所にあった街に言及している。紀元前52年にウェルキンゲトリクス率いるガリア人連合軍とガイウス・ユリウス・カエサル（当時ガリア総督）麾下のローマ軍が戦ったゲルゴウィア（ラテン語：Gergovia）は、クレルモン＝フェランの南に位置し、その遺構を今も見ることができる。
ガリアが平定されて後、紀元前50年にガリアは共和政ローマ（紀元前27年より帝政へ移行）の属州（ガリア・アクィタニア）に組込まれた。のちに街の名はガリア語から、皇帝アウグストゥスにちなんでラテン語名アウグストネメートゥムに改称された。この街は、のちのクレルモンの前身に当たる。2世紀のアウグストネメートゥムの人口は15,000人から30,000人ほどと推定されている。
キリスト教が解禁された4世紀には、この街に司教座がおかれた。中世になると、街はモンス・クラールス (Mons clarus) あるいはクレルモン (Clairmont) の名で知られるようになった。848年の記録には、クレルモンにモンス・クラールスの名をもつ城砦が建築されたことが記録されている。クレルモンは手工業で知られ、繁栄し、次第に拡大していった。スペインのサンティアゴ・デ・コンポステーラへの巡礼が盛んになると、クレルモンは北部フランスからスペインへ向かう巡礼路上の都市のひとつとなった。
1248年にはクレルモンの被昇天聖母大聖堂が着工された。一方、1120年にはオーヴェルニュ伯爵が隣接する土地に、南仏の諸都市を模範とする新たな都市モンフェランを創建した。1551年クレルモンはフランス王の直轄地とされ、1610年には王権と不可分であると改めて宣言された。
近世に入って、クレルモンとモンフェランの統合が進められた。1630年4月15日、2つの都市の合併を命じる勅令が発布された。この勅令の内容は、1731年ルイ15世の勅命により再確認された。しかしながら、モンフェランはこの統合を歓迎せず、18世紀後半から19世紀前半にかけて、幾度かに渡って分離の要求がなされた。両都市の完全で対等な統合がなされたのは20世紀になってからのことである。今日のクレルモン＝フェランは、それぞれに特徴を備えた2つの都心部をもつ都市として存立している。モンフェラン旧市街は中世の街並みをよく残す。クレルモン旧市街のバシリカ聖堂であるノートルダム＝デュ＝ポール寺院はユネスコの世界遺産「フランスのサンティアゴ・デ・コンポステーラの巡礼路」の一部として登録されている。

## 人口統計
| 1962年  | 1968年  | 1975年  | 1982年  | 1990年  | 1999年  | 2006年  | 2012年  |
| ------- | ------- | ------- | ------- | ------- | ------- | ------- | ------- |
| 127 547 | 148 759 | 156 763 | 147 224 | 136 181 | 137 140 | 138 992 | 141 569 |

source=1999年までLdh/EHESS/Cassini、2004年以降INSEE

## 産業

ミシュラン本社

クレルモン＝フェランにはミシュランの本社があり、フランスのタイヤ産業の中心地である。1970年には市民のうちミシュランの従業員は3万人であった。クレルモン＝フェランの工場は縮小されて従業員数こそ半減したものの、本社機能で14,000人近い従業員を抱えており、依然としてクレルモン＝フェラン経済にとってミシュラン社の役割は重要である（特に、市財政にとってはミシュラン本社からの法人税収入が期待できるため）。
ゴム製品製造を除いた、市の主な産業は、食品加工、製薬業、金属工業であり、ボルヴィックの工場がピュイ＝ド＝ドーム近郊にある。

## スポーツ
- ASMクレルモン・オーヴェルニュ - ラグビーユニオンのチーム。トップ14では優勝を2回経験しており、またヨーロピアンラグビーチャンピオンズカップでは準優勝が3回ある国内屈指の強豪である。
- クレルモン・フット - サッカーのチーム。2021年にリーグ・アンに初昇格した。
- シャレード・サーキット - モータースポーツ用のサーキット。

## 教育

### 大学
オーヴェルニュ大学（クレルモン第1大学）とブレーズ・パスカル大学（クレルモン第2大学）の2つの大学があり、約3万人の学生が在籍する。後者の名はクレルモン＝フェラン出身の数学者、ブレーズ・パスカルにちなむ。

### 高等学校
- リセ・ブレーズ＝パスカル・ド・クレルモン＝フェラン (Lycée Blaise-Pascal de Clermont-Ferrand) - グランゼコール準備級（CPGE）が高成績を修めている。

## 関係者

### 出身有名人
- ブレーズ・パスカル：数学者
- アントワーヌ・マルモンテル：作曲家、ピアノ教師、ピアニスト
- パトリック・ドゥパイエ：F1レーサー
- シルバン・レグバンスキー：サッカー選手
- ロロ・フェラーリ：ダンサー
- ラファエル・ジェミニアーニ：自転車ロードレース選手・指導者
- エリック・コマス：元レーシングドライバー
- クリスチャン・サロン：元レーシングライダー
- ドミニク・ペロー：建築家

### 居住その他ゆかりのある人物
- アンリ・ベルクソン：哲学者、ノーベル賞受賞者

リセ・ブレーズ＝パスカル (lycée Blaise-Pascal de Clermont-Ferrand) で教師をしていた。
- ヴァレリー・ジスカール・デスタン：元フランス大統領

リセ・ブレーズ＝パスカルに一時通っていた。
- ジャック・ドロール：元欧州委員会委員長

リセ・ブレーズ＝パスカルに通っていた。
- フロランス・ドゥヴアール：元ウィキメディア財団理事長

クレルモン＝フェラン近郊に居住。

## 姉妹都市
- アバディーン（ スコットランド）
- サルフォード（ イングランド）
- レーゲンスブルク（ ドイツ）
- ホメリ（ ベラルーシ）
- オビエド（ スペイン）
- ブラガ（ ポルトガル）
- ノーマン（ アメリカ合衆国）
- オイェム（ ガボン）